# 天主教巴方教區
天主教巴方教區（拉丁語：Dioecesis Bafangensis）是喀麥隆一個羅馬天主教教區，屬杜阿拉總教區。
教區成立於2012年5月26日，2012年有教友131,475人（佔轄區總人口52.1%）、卅一個堂區、卅一名司鐸。現任教區主教為阿伯拉罕·科梅。